# Thierry Brinkman
Pour les articles homonymes, voir Brinkman.
Thierry Brinkman né le 19 mars 1995 à Bilthoven, est un joueur néerlandais de hockey sur gazon. Il évolue au poste d'attaquant ou de milieu de terrain au HC Bloemendaal et avec l'équipe nationale néerlandaise. Il est le fils de Jacques Brinkman, ancien international néerlandais et le frère de Tim Brinkman, joueur de football néerlandais.

## Carrière

### Coupe du monde
- : 2018

### Championnat d'Europe
- : 2017
- : 2019

### Jeux olympiques
- 5e : 2020
- 1re : Tournoi masculin de hockey sur gazon aux Jeux olympiques d'été de Paris 2024